# Sade–Corpet

Sade–Corpet : 602 dessins d’après les 602 passions racontées par les 4 historiennes des 120 journées de Sodome de D.A.F. de Sade est un livre d'artiste de Vincent Corpet consistant en une adaptation illustrée du livre de Sade Les Cent Vingt Journées de Sodome.

## Description
Le livre est édité en 1994 (copyright) et publié en 1995 par les éditions Le Massacre des Innocents (Le Perreux-sur-Marne), sous la direction artistique de Philippe Ducat ; la photogravure est de Éric Mazin pour YMCK ; le texte est composé en Bauer Bodoni ; l'ensemble est imprimé sur papier bible, relié avec une couverture cartonnée recouverte d'un papier kraft, et sans aucune inscription dessus  (ISBN 2-9509080-0-4).
L'ouvrage, non paginé, est constitué d'une suite de dessins en noir et blanc, tous de format circulaire, à raison de un par page. Il est divisé en quatre parties plus deux suppléments : 
- Première partie : Les 150 passions simples ou de première classe composant les trente journées de novembre
- Seconde partie : Les 151 passions de seconde classe ou doubles composant trente et une journées de décembre
- Troisième partie : Les 151 passions de troisième classe ou criminelles composant trente et une journées de janvier
- Quatrième partie : Les 148 passions meurtrières ou de quatrième classe composant vingt-huit journées de février
- Supplice en supplément I
- Supplice en supplément II

## Exposition
- 2015-2016 : Les 602 dessins sont présentés dans l'exposition « Picasso-Mania » (commissaire général : Didier Ottinger), galeries nationales du Grand Palais, Paris.